# ハンター・ビショップ
ハンター・デビッド・ビショップ（Hunter David Bishop, 1998年6月25日 - ）は、アメリカ合衆国カリフォルニア州サンマテオ郡サンカルロス出身のプロ野球選手（外野手）。右投左打。MLBのサンフランシスコ・ジャイアンツ傘下所属。
兄のブレイデン・ビショップもプロ野球選手（外野手）である。

## 経歴
2016年のMLBドラフト24巡目（全体714位）でサンディエゴ・パドレスから指名されたが、契約せずにアリゾナ州立大学へ進学した。
初年度の2017年は51試合に出場して打率.299、5本塁打、25打点、4盗塁を記録した。
2年目の2018年は49試合に出場して打率.250、5本塁打、26打点、4盗塁を記録した。
3年目の2019年は57試合に出場して打率.342、22本塁打、63打点、12盗塁を記録した。6月のMLBドラフトでは、1巡目（全体10位）でサンフランシスコ・ジャイアンツから指名され、29日に契約を結んだ。契約後、傘下のルーキー級アリゾナリーグ・ジャイアンツでプロデビュー。A-級セイラム＝カイザー・ボルケーノズでもプレーし、2球団合計で32試合に出場して打率.229、5本塁打、12打点、8盗塁を記録した。 

## プレースタイル
本塁打、四球、三振が多いタイプであり、大学3年時はこれらが打席の47.5%を占めていた。